# 尹貴人
尹貴人（？—1739年），出身暫不詳，清朝康熙帝之貴人。

## 生平
目前並不清楚她是在何時、以何情況被康熙帝收為後宮主位。康熙四十三年四月的一份檔案稱，端嬪、和嬪、良嬪、六公主、八公主、貴格格三位、九公主、十公主及長春宮小格格均乘坐平頂金黃色轎車，尹貴人可能即為三位貴格格之其中一員。康熙四十六年，已被封為尹貴人，是當時康熙帝位下的三位貴人之一，在檔案中的排序次於蘇貴人和仙貴人。康熙六十一年十一月十三日，康熙帝逝世，同年十二月，剛登極的雍正帝稱「朕念十二阿哥之母，多年侍奉皇考，甚為謹慎，久列嬪位，今晉封為妃。十五阿哥、十六阿哥之母嬪，亦晉封為妃。再，現在有曾生兄弟之母未經受封者，俱應封為貴人。六公主之母，應封為嬪」，尹貴人未獲尊封的原因不詳。乾隆四年，有檔案提及：「十一月初七日，尹貴人百日禮致祭」，可知尹貴人在乾隆四年七月二十七日去世。同年九月二十六日，奉安景陵妃園寢。